# Gand-Wevelgem 1976
La Gand-Wevelgem 1976, trentottesima edizione della corsa, si svolse il 6 aprile su un percorso di 262 km, con partenza a Gand e arrivo a Wevelgem. Fu vinta dal belga Freddy Maertens della Flandria-Velda-W-VL Vleesbedrijf davanti ai suoi connazionali Rik Van Linden e Frans Verbeeck.

## Ordine d'arrivo (Top 10)
| Pos. | Corridore          | Squadra                          | Tempo    |
| ---- | ------------------ | -------------------------------- | -------- |
| 1    | Freddy Maertens    | Flandria-Velda-W-VL Vleesbedrijf | 6h15'15" |
| 2    | Rik Van Linden     | Bianchi-Campagnolo               | s.t.     |
| 3    | Frans Verbeeck     | Ijsboerke-Colnago                | s.t.     |
| 4    | Piet van Katwijk   | Ti-Raleigh-Campagnolo            | s.t.     |
| 5    | Walter Planckaert  | Maes Pils-Rokado                 | s.t.     |
| 6    | Roger De Vlaeminck | Brooklyn                         | s.t.     |
| 7    | Francesco Moser    | Sanson                           | s.t.     |
| 8    | Dietrich Thurau    | Ti-Raleigh-Campagnolo            | s.t.     |
| 9    | André Dierickx     | Maes Pils-Rokado                 | s.t.     |
| 10   | Eddy Merckx        | Molteni-Campagnolo               | s.t.     |